# Argelès-sur-Mer
Argelès-sur-Mer (kataloński: Argelers/Argelers de la Marenda) to miejscowość i gmina we Francji, w regionie Oksytania, w departamencie Pireneje Wschodnie.
Według danych na rok 1990 gminę zamieszkiwało 7188 osób, a gęstość zaludnienia wynosiła 123 osoby/km² (wśród 1545 gmin Langwedocji-Roussillon Argelès-sur-Mer plasuje się na 33. miejscu pod względem liczby ludności, natomiast pod względem powierzchni na miejscu 38.).

## Zabytki
Zabytki w Argelès-sur-Mer posiadające status Monument historique:
- dolmen Cova de l'Alarb
- zamek Pujols (Château de Pujols)
- dolmen des Collets de Cotlliure
- kościół Notre-Dame del Prat (Église Notre-Dame del Prat)
- kościół św. Wawrzyńca z Mont (Église Saint-Laurent du Mont)
- ermitaż Saint-Ferréol-de-la-Pave
- Taxo-d'Avall

## Populacja

Populacja Argelès-sur-Mer w latach 1962–2008